# Liste der Monuments historiques in Dosches
Die Liste der Monuments historiques in Dosches führt die Monuments historiques in der französischen Gemeinde Dosches auf.

## Liste der Objekte
| Bezeichnung                            | Beschreibung                                                                             | Standort                                         | Kennzeichnung | Schutzstatus | Datum | Bild           |
| -------------------------------------- | ---------------------------------------------------------------------------------------- | ------------------------------------------------ | ------------- | ------------ | ----- | -------------- |
| Pietà                                  | Kalkstein, farbig gefasst, 16. Jahrhundert                                               | Dosches, in der Kirche St-Jean-Baptiste (Lage)   | PM10000726    | Classé       | 1913  | weitere Bilder |
| Prozessionstab Petrus                  | Holz, farbig gefasst, 19. Jahrhundert; im Musée Napoléon in Brienne-le-Château deponiert | Dosches, in der Kirche St-Jean-Baptiste (Lage)   | PM10004521    | Inscrit      | 1994  |                |
| Skulptur Stehende Madonna mit Kind (1) | Kalkstein, farbig gefasst, 14. Jahrhundert                                               | Rosson, in der Kapelle St-Pierre-ès-Liens (Lage) | PM10000727    | Classé       | 1894  |                |
| Skulptur Heiliger Nikolaus             | Kalkstein, farbig gefasst, 16. Jahrhundert                                               | Dosches, in der Kirche St-Jean-Baptiste (Lage)   | PM10000731    | Classé       | 1988  |                |
| Archivtruhe                            | Eichenholz, Eisen, 18. Jahrhundert; in der Mairie deponiert                              | Dosches, in der Kirche St-Jean-Baptiste (Lage)   | PM10004525    | Inscrit      | 1985  |                |
| Skulptur Petrus                        | Kalkstein, farbig gefasst, 16. Jahrhundert                                               | Rosson, in der Kapelle St-Pierre-ès-Liens (Lage) | PM10000728    | Classé       | 1908  |                |
| Kirchenfenster                         | aus dem 16. Jahrhundert                                                                  | Rosson, in der Kapelle St-Pierre-ès-Liens (Lage) | PM10000729    | Classé       | 1913  |                |
| Skulptur Sitzende Madonna mit Kind     | Holz, 13. Jahrhundert; im Musée Napoléon in Brienne-le-Château deponiert                 | Rosson, in der Kapelle St-Pierre-ès-Liens (Lage) | PM10000730    | Classé       | 1964  |                |
| Skulptur Stehende Madonna mit Kind (2) | Nussbaumholz, farbig gefasst und vergoldet, Ende des 14. Jahrhunderts                    | Dosches, in der Kirche St-Jean-Baptiste (Lage)   | PM10000725    | Classé       | 1913  |                |
| Taufbecken                             | Kalkstein, 18. Jahrhundert                                                               | in der Kirche St-Jean-Baptiste (Lage)            | PM10004524    | Inscrit      | 1985  |                |